# Битолские листки
Битолские листки — среднеболгарский литературный памятник, октоих (осмогласник) XII века.

## Описание
Рукопись обнаружил в Битоле Йордан Иванов.
Октоих состоит из двух листов пергамента размером 21 х 14,5 см с площадью письма 17,5 х 13,5 см. Листки при обнаружении сильно пострадали. На первой и третьей страницах по 30 строк, на второй — 28, а на четвертой — 31. Третья страница не является продолжением второй, раньше между ними были другие листки.
Судя по почерку, было два автора. Один из них был основным, а второй написал всего четыре строки на третьей странице и еще четыре на четвертой. Письмо основного автора уставное, грубое и архаичное, похожее на письмо Добромировского Евангелия. Второй почерк изящнее, плотнее и с более длинными буквами.
В языке памятника юсы поменяны местами. Ер и ерь то стоят на своих этимологических местах, то заменяют друг друга, то проясняются — ъ в о, ь в е, что указывает на юго-западноболгарское происхождение. Звук ы передается правильно, только один раз его заменяют на ъ и один раз пропускают. Это, по мнению Йордана Иванова, указывает, что в момент написания памятника ы произносился близко к ъ и не как дифтонг. Наречие вьсегда передается как вседга.

## Издания
- Ивановъ, Йорданъ. Български старини изъ Македония. Второ, допълнено издание. София, Издава Българската академия на наукитѣ, Държавна печатница, 1931. с. 446—452.